# Amtsbezirk Pottenstein
Der Amtsbezirk Pottenstein war um die Mitte des 19. Jahrhunderts eine Verwaltungseinheit im Viertel unter dem Wienerwald in Niederösterreich.
Der Amtsbezirk war der Kreisbehörde in Wiener Neustadt unterstellt und besorgte deren Amtsgeschäfte vor Ort. Die Zuständigkeit erstreckte sich neben Pottenstein auf die damaligen Gemeinden Altenmarkt, Berndorf, St. Corona, Enzesfeld, Fahrafeld, Furth, Grillenberg, Hörnstein, Kleinfeld, Leobersdorf, Klein-Mariazell, Neuhaus, Nöstach, Schwarzensee, Thenneberg, St. Veit an der Triesting und Weissenbach.
Der Amtsbezirk umfasste dabei 18 Gemeinden mit 12.183 Einwohnern (lt. Zählung von 1851).